# Vito Bratta
Vito Bratta (1 de julio de 1961, Staten Island, Nueva York, Estados Unidos) es el guitarrista original y principal compositor de la banda White Lion. Bratta fundó dicha banda junto al vocalista danés Mike Tramp en 1983, y tocó en la misma hasta 1992.
Después de su experiencia con White Lion, banda con la que logró gran prestigio especialmente por el álbum "Pride" de 1987, Bratta se retiró de la industria musical. Solamente hasta el año 2007, Vito hizo su primera aparición pública, y ese mismo año concedería una entrevista al reconocido periodista Eddie Trunk.

## Discografía

### White Lion
- Fight to Survive (1985)
- Pride (1987)
- Big Game (1989)
- Mane Attraction (1991)
- The Best of White Lion (1992)